# 小作田
小作田（こさくだ）は、埼玉県八潮市の大字。郵便番号は340-0804。

## 地理
八潮市の概ね中央部から北西部に位置する。東は鶴ケ曽根、西は緑町、伊草、南は緑町、鶴ケ曽根、北は伊草、鶴ケ曽根と隣接している。また、鶴ケ曽根地区内に飛地が存在する。1998年（平成10年）に地区の大半の区域で行っていた区画整理が完了。それに伴い、緑町に町名変更が実施された。そのため現在の地区は、緑町を挟み東西に点在する形となっている。

## 由来
自然堤防上の後背地に広がる小さい区割りの水田が分布していたことが由来とされる。また、この地はかつては古綾瀬川の氾濫原の沖積地に位置し、集落は自然堤防上に発展していた。

## 歴史
もとは江戸期より存在した武蔵国埼玉郡八条領に属する小作田村であった。伊草村に飛地を領していた。助郷は草加宿に出役していた。

### 沿革
- はじめは幕府領、1670年（寛文10年）より知行は若年寄土井利房氏となるが[6]、1682年（天和2年）より再び幕府領となる。なお、検地は1627年（寛永4年）および1684年（貞享元年）に実施。
- 幕末の時点では埼玉郡に属し、明治初年の『旧高旧領取調帳』の記載によると、代官佐々井半十郎支配所が管轄する幕府領であった[7]。
- 1868年（慶応4年）6月19日 - 幕府領が武蔵知県事・山田政則（忍藩士）の管轄となる。
- 1869年（明治2年）1月13日 - 武蔵知県事・河瀬秀治の管轄区域に小菅県を設置、小菅県の管轄となる。県庁は葛飾郡小菅村に置かれる。
- 1871年（明治4年）11月14日 - 太政官布告第594により小菅県を廃止。埼玉県の管轄となる。
- 1871年（明治12年）郡区町村編制法により成立した南埼玉郡に属す。郡役所は岩槻町に設置。
- 1889年（明治22年）4月1日 - 町村制施行に伴ない、八条村、鶴ヶ曽根村、松之木村、伊草村、立野堀村と合併し、南埼玉郡八條村が成立、小作田村は八條村の大字小作田となる。
- 1956年（昭和31年）9月28日 - 八幡村、潮止村と合併し、南埼玉郡八潮村が成立。八潮村の大字となる。
- 1964年（昭和39年）10月1日 - 町制施行により、南埼玉郡八潮町の大字となる。
- 1967年（昭和42年） - 地区の一部が草加市に編入される[6]。
- 1968年（昭和43年） - 地区の一部が新町となる[6]。
- 1972年（昭和47年）1月15日 - 市制施行により、八潮市の大字となる。
- 1982年（昭和57年）10月2日 - 八潮第一土地区画整理事業 の完成に伴い、町名および地番が変更され、事業区域内にあった地区の一部（字南開耕地、字西耕地）が八潮市中央一丁目、中央三丁目となる。
- 1998年（平成10年）11月21日 - 稲荷伊草第一土地区画整理事業の完成に伴い、町名および地番が変更され、事業区域内にあった地区の一部（字南開耕地、字馬場方耕地、字東後耕地、字東耕地、字西耕地、字天神耕地、字西後耕地、）が八潮市緑町一丁目〜五丁目となる。
- 2021年（令和3年）1月30日 - 稲荷伊草第二土地区画整理事業の完成に伴い、町名および地番が変更され、事業区域内にあった地区の一部（字西耕地、字天神耕地、字北開耕地の各一部）が八潮市伊草二丁目となる。

## 世帯数と人口
2021年（令和3年）8月1日現在の世帯数と人口は以下の通りである。
| 大字   | 世帯数 | 人口 |
| ------ | ------ | ---- |
| 小作田 | 24世帯 | 56人 |

## 小・中学校の学区
市立小・中学校に通う場合、学区は以下の通りとなる。
| 番地                                                                          | 小学校               |
| ----------------------------------------------------------------------------- | -------------------- |
| 41〜46、63                                                                    | 八潮市立八條小学校   |
| 47〜62、64〜65、79〜83、820、825、833〜835、841〜842、869、880〜881、917〜918 | 八潮市立松之木小学校 |
| 番地                                                                          | 中学校               |
| 41〜65、79〜83                                                                | 八潮市立八潮中学校   |
| 917〜918                                                                      | 八潮市立八條中学校   |
| 820、825、833〜835、841〜842、869、880〜881                                   | 八潮市立八幡中学校   |

## 交通
地内に鉄道は敷設されていない。

### 道路
地内に国道、および主要地方道・一般県道は通っていない。

## 施設
- 八潮伊草団地 汚水処理場
- 埼玉県立八潮高等学校（校庭の一部）
- 草加八潮消防局八潮消防署（敷地の一部）
- みどりの広場（敷地の一部）

※ 小作田児童公園、小作田東児童公園、小作田町会会館、小作田稲荷神社はかつては当地区に所在していたが、現在はすべて緑町に所在する。

## 関連文献
- 「小作田村」『新編武蔵風土記稿』 巻ノ205埼玉郡ノ7、内務省地理局、1884年6月。NDLJP:764008/30。